# Glenea meridionalis
Glenea meridionalis là một loài bọ cánh cứng trong họ Cerambycidae.